# نووا لیما
نووا لیما (به پرتغالی: Nova Lima) یک منطقهٔ مسکونی در برزیل است که در مینا ژرایس واقع شده‌است. نووا لیما ۴۲۸٬۴۴۹ کیلومتر مربع مساحت و ۸۷٬۳۹۱ نفر جمعیت دارد و ۷۵۰ متر بالاتر از سطح دریا واقع شده‌است.